# Xylocopa ocularis
Xylocopa ocularis là một loài Hymenoptera trong họ Apidae. Loài này được Pérez mô tả khoa học năm 1901.